# 날아라! 호빵맨 극장판: 구하라! 코코링과 기적의 별
날아라! 호빵맨 극장판: 구하라! 코코링과 기적의 별(일본어: それいけ!アンパンマン すくえ! ココリンと奇跡の星)은 2011년 공개된 애니메이션 영화로, 《날아라 호빵맨》의 영화화 작품 중 23번째 작품이다.

## 개요
호빵맨의 영화 작품 23번째 작품이다. 2011년 동일본 대지진을 반영하여 "부흥"을 테마로 하고 있으며, 남쪽의 섬의 바나나섬을 포기하지 않고 노력하는 모습이 그려진다. 감독은 전작과 마찬가지로 야노 히로유키. 이번 작품의 팜플렛은 스페셜 사양으로, 본편의 그림책을 게재하고, 추억 만들기를 위한 메모리얼 페이지도 마련하고있다. 캐치 카피는 "건강이 모두의 힘이 될거야!" 일본 135개 스크린에서 개봉되어 2011년 7월 2일, 3일 첫날 2일간으로 흥행 수입 7,259만9,900엔을 보였고, 6만 1,707명의 영화 관객을 보였다. 이는 전작 대비 약 150%의 예매권 판매도 호조로, 도쿄 시어터가 배급한 11번째 이후의 영화 시리즈 중 최고의 오프닝 흥행 수입이 되었다.